# Berke Akçam
Berke Akçam, né le 10 avril 2002, est un athlète turc spécialiste du 400 mètres haies.

## Biographie
Vainqueur du relais 4 × 400 m lors des championnats d'Europe juniors de 2019, il s'illustre lors de la saison 2021 en devenant champion d'Europe junior du 400 m haies à Tallinn, puis champion du monde junior du 400 m haies à Nairobi.
Il décroche deux médailles d'argent durant les championnats d'Europe espoirs 2023, sur 400 m haies et au titre du relais 4 × 400 m.

## Palmarès
| Date | Compétition                   | Lieu    | Résultat | Epreuve     | Temps        |
| ---- | ----------------------------- | ------- | -------- | ----------- | ------------ |
| 2019 | Championnats d'Europe juniors | Borås   | 1er      | 4 × 400 m   | 3 min 8 s 34 |
| 2021 | Championnats d'Europe juniors | Tallinn | 1er      | 400 m haies | 50 s 70      |
| 2021 | Championnats du monde juniors | Nairobi | 1er      | 400 m haies | 49 s 38      |
| 2021 | Universiade d'été             | Chengdu | 1er      | 4 × 400 m   | 3 min 3 s 46 |
| 2023 | Championnats d'Europe espoirs | Espoo   | 2e       | 400 m haies | 49 s 48      |
| 2023 | Championnats d'Europe espoirs | Espoo   | 2e       | 4 × 400 m   | 3 min 3 s 04 |
| 2024 | Championnats d'Europe         | Rome    | 5e       | 400 m haies | 48 s 17      |

## Records
| Épreuve     | Performance | Lieu | Date         |
| ----------- | ----------- | ---- | ------------ |
| 400 m haies | 48 s 14     | Rome | 10 juin 2024 |